# SkoleIntra
SkoleIntra er en digital samarbejds- og læringsplatform udviklet til skoleverdenen. 
SkoleIntra er modulopbygget og består bl.a. af følgende dele: 
- PersonaleIntra – et lukket intranet for skolens medarbejdere, hvor de finder vigtige oplysninger, ressourcer og værktøjer.
- ElevIntra – elevernes portal til information om undervisningen samt en række pædagogiske elementer.
- ForældreIntra – informations- og kommunikationssystem mellem skole og hjem.
- Skoleporten – skolens officielle hjemmeside og ansigt ud mod offentligheden.
- InfoKiosk – bruges til at vise information som f.eks. dagens aktiviteter, nyheder og skemaændringer på skolens informationsskærme.
- SMS-modul – giver mulighed for at sende SMS'er til forældre, lærere og elever.

Den første version af systemet blev udviklet af Carsten Borre Larsen og Bent Thomsen i 1999. De var skolelærere og etablerede firmaet Skolesoft. Fra 2002 varetog UNI-C drift, salg og support. I 2013 blev Skolesoft solgte til itslearning, der kort efter også overtog drift, salg og support fra UNI-C. 